# محمد يوسف غلام
محمد يوسف غلام مراد علي (مواليد 12 أبريل 2000) لاعب كرة قدم إماراتي يجيد اللعب في الوسط مع نادي يونايتد الإماراتي.

## مسيرة اللاعب
لعب سابقاً في نادي شباب الأهلي و أعير إلى نادي الظفرة في صيف 2019 لمدة عام. و انتقل إلى نادي الظفرة مطلع عام 2021 و لعب بعدها مع نادي حتا ونادي يونايتد.

## روابط خارجية
- محمد يوسف غلام على موقع قاعدة بيانات كرة القدم.إي يو (الإنجليزية)